# ویتلند (نیومکزیکو)
ویتلند (به انگلیسی: Wheatland) یک منطقهٔ مسکونی در ایالات متحده آمریکا است که در شهرستان کوئی، نیومکزیکو واقع شده‌است.